# Club Deportivo Los Millonarios
El Club Deportivo Los Millonarios, és un club colombià de futbol de la ciutat de Bogotà.

## Història
El club nasqué el 1937 amb el nom de Deportivo Municipal per estudiants de les escoles Colegio San Bartolomé i Instituto La Salle. Des del 18 de juny de 1946 s'anomena Club Deportivo Los Millonarios. És el club amb més campionats del país.
Va tenir la seva primera època de glòria als anys 50, a l'època anomenada El Dorado. Formà un dels millors clubs del món amb figures com Alfredo Di Stéfano, Adolfo Pedernera, Néstor Raúl Rossi o Julio Cozzi i guanyà quatre lligues colombianes (1949, 1951, 1952, 1953). Posteriorment guanyà cinc lligues en sis anys: 1959, 1961, 1962, 1963, 1964. Als setanta i vuitanta guanyà els campionats de 1972, 1978, 1987 i 1988. A nivell internacional ha guanyat una Petita Copa del Món el 1953, una Copa Simón Bolivar el 1972 i la Copa Merconorte el 2001.

## Rivalitats
Millonarios ha forjat moltes rivalitats al llarg de la seva història. La més notable és la que té amb el seu màxim rival ciutadà Santa Fe en l'anomenat El Clásico Capitalino. També té força rivalitat amb Atlético Nacional, Deportivo Cali i América de Cali.

## Palmarès
- Fútbol Profesional Colombiano (16): 1949, 1951, 1952, 1953, 1959, 1961, 1962, 1963, 1964, 1972, 1978, 1987, 1988, 2012-II, 2017-II, 2023-I
- Copa Colòmbia (4): 1952-53, 1963, 2011, 2022
- Copa Merconorte (1): 2001
- Superliga colombiana (2): 2018, 2024
- Petita Copa del Món (1): 1953
- Copa Simón Bolívar (1): 1972

## Jugadors destacats
Nota: els jugadors marcats amb '(c)' també han estat entrenadors.
- Willington Ortiz (Willy)
- Alejandro Brand (c)
- Delio Gamboa (Maravilla) (c)
- Gabriel Ochoa Uribe (c)
- Francisco Zuluaga (Cobo)
- Marino Klinger
- Jaime Morón
- Otoniel Quintana
- Efraín Sanchez (El Caiman)
- Carlos Valderrama (El Pibe)
- Arnoldo Iguarán (El Guajaro)
- Carlos E. Estrada (Gambeta)
- Miguel A. Prince (Nano) (c)
- Hernando García (El Mico)
- Eduardo Pimentel (El No.5)
- Alberto Gamero
- Wilman Conde Sr.
- Cerveleón Cuesta (Cerve)
- Nilton Bernal
- Rubén Dario Hernández
- Oscar Cordoba
- Osmán López (Fosforito)
- Bonner Mosquera
- Ricardo Pérez (Gato)
- John Mario Ramirez
- Óscar Cortés
- Wilman Conde Jr.
- Andrés Chitiva
- Andrés Eduardo Pérez
- Ricardo Ciciliano
- Gerardo Bedoya
- Adolfo Pedernera (c) 1949-1954
- Alfredo Di Stéfano
- Alfredo Castillo
- Néstor Rossi (c)
- Julio Cozzi
- Hugo Reyes
- Miguel Ángel Converti
- Amadeo Carrizo
- Daniel Onega
- Carlos Ángel López
- Juan José Irigoyen (Búho)
- José Daniel Van Tuyne
- Alejandro Barberón
- Eduardo Andrés Maglioni
- Juan Gilberto Funes (El Bufalo)
- Pedro Alberto Vivalda
- Marcelo Antonio Trobbiani
- Mario Videla (Panza)
- Oscar E. Juárez (El Pájaro)
- Mario Vanemerak (c)
- Juan Carlos Díaz (El Nene)
- Rubén Oswaldo Cousillas
- Sergio Goycochea
- Ricardo Lunari
- Facundo Imboden
- Pablo Centurión
- Valdomiro Vaz Franco
- Mário Queiroz
- Eduardo Texeira Lima
- Marcio Cruz
- Wilmar Cabrera
- Héctor Burguez
- Dragoslav Šekularac